# Русински език
Русинският език се говори в няколко централно- и източноевропейски държави: Украйна, Полша, Унгария, Словакия, Австрия, Румъния, Сърбия и Хърватия, както и от голям брой емигранти в Северна Америка и Австралия. Във всички страни той е признат официално и има статут на малцинствен език, с изключение на Украйна, където официалната политика е непризнаване на съществуването на русинско малцинство и език. През 1991 г. бива проведен референдум в Задкарпатието, на който 78% гласуват за автономия на русините, но официалните власти в Украйна не се съобразяват с резултатите.
Поради липсата на единна държава, русинският език не е унифициран и съществува под формата на много различни варианти. В повечето от страните, където се използва от русинското малцинство, русинският език е кодифициран като книжовен, според нормите на диалекта, говорен в дадената страна. Затова различията в отделните варианти на русинския език понякога са доста големи. Те се състоят както в графичната и правописната система, така и във фонетиката, морфологията, синтаксиса и лексиката.
Русинският език е не напълно изучен. Един от трудовете, в които се говори за русинския език е: Супрун А. Е. и Калюта А. М., Введение в славянскую филологию, Минск (1981).
По произход русинският език е източнославянски. Той е най-близко сроден с украинския, защото, за разлика от руския, във всички диалекти на русинския не се наблюдава преминаване на неудареното о в а. Въпреки това, много от русините наричат себе си руснаци, а езика си – руски.
Русинският език се дели на два основни диалекта: карпато-русински и панонски русински. Панонският русински притежава много от особеностите на западно славянските езици и предизвиква спорове, дали русинският е източно славянски или западно славянски език.

## Кратък исторически преглед
Известният славист Свен Густавсон прави преглед на историята и съвременното състояние на русинския език в реферата си „Русинският език в Югославия – диахрония и синхрония“, изнесен в Прешов на 6 октомври 1983 г. В него д-р Густавсон казва: „Имало е и все още има много различни мнения или теории за произхода на русините и русинския език, като се започне от това, че русините по произход са украинци и се завърши с това, че русинският език представлява словашки диалект. Има и различни преходни форми между тези мнения. Тази разнородност на теориите има своите корени в сложната езикова, етническа и политическа ситуация в прародината на русините, т.е. в Карпатска или Унгарска Рус. В тези райони не е имало ясни етнически и езикови граници. Тук се пресичат и смесват източнославянски и северни (т.е. лехитски) и южни западнославянски изоглоси… До тези райони достигат и някои южнославянски изоглоси и някои балканизми. Именно тази сложна езикова ситуация е дала повод за дискусия за езиковата основа на източнословашките диалекти“.
Дълго време русините били считани за словаци и при изучаване на източно словашките диалекти не са вземани предвид различните етноси – словаци и русини. Теорията за източно славянската, т.е. украинската основа на източно словашките диалекти бива лансирана още в началото на 20 век. Полски слависти през 30-те години на 20 век считат, че основата на източно словашкия диалект е лехитска, т.е. полска, което значи, че тези диалекти отначало са били лехитски, а след това се словакизирали. По-късно тази теория бива отхвърлена. След Втората световна война известният руски славист Сергей Бернщейн прави компромис между двете теории. Той твърди, че в основата на източно словашкия диалект лежи и източно славянски, и лехитски. Словашките диалектолози и лингвисти, разбира се твърдят, че основата на източно словашкия диалект е словашка. Обаче, именно на тяхната територия може да се открие словакизация на изконни източно славянски, т.е. русински диалекти.
Русините извън рамките на Царска Русия винаги са били в ръцете на различни политически сили и са се намирали под влиянието на различни политически течения. Поради това политическите домогвания у русините често са били противоречиви, а националното им самосъзнание – доста слабо. Това е основната причина те все още да нямат общ книжовен език.
В Русия сега е популярна тезата, че русините са всъщност задкарпатски руснаци, които говорят руски език. Будителят на русините от 19 век Александър Духнович в Русия е считан за руски просветител. Обаче самият Духнович се е считал за русин и в едно стихотворение, написано на русински, твърди: „Я русин був, есмь і буду, / Я родився русином, / Чесний свой род не забуду, / Останусь його сином.“ (Бил съм русин, съм и ще бъда, родил съм се русин, честния си род не ще забравя, ще остана негов син).

## Особености на русинския език
Поради оскъдната информация за русинския език, по-долу се дават, в общи линии, особеностите на русинския език, използван на територията на Румъния и бивша Югославия (Сърбия и Хърватия).

### Графична система и правопис
Русините използват кирилица в няколко различни варианта: руска кирилица, със запазен ы, украинска кирилица с и = ы, и і = и и ї = йи, є = йе, както и русинска кирилица.
Напоследък се налага опростената русинска кирилица с и = ы и ї = и или йи, є = йе. В русински се прави разлика между г = γ и ґ = g – обикновено в чужди думи и имена: Ґуставсон, Заґреб, Евґения.
Правописът в русински е умерено морфологичен, като отклоненията се правят при отразяване на стари фонетични промени: нашлїдство, а не наслїдство, чаше, а не часє и т.н. Буквата й се използва и за означаване на меко или йотувано о: у енциклопедийох (в енциклопедиите), ураховйован (причисляван).

### Фонетични особености
В своята фонетика русинският език съхранява множество влияния от езиците на народите, сред които са живели русините в течение на векове. Най-характерно е полското влияние върху фонетиката на русините извън Задкарпатието, което се състои в омекотяване на с и з непосредствено пред меки гласни или в консонантни групи пред такива гласни: час (време) – у тим чаше (в това време), рижни (разни), швет (свят), нашлiдство (наследство) и т.н.
Западнославянски влияния във фонетиката на русински се срещат и:
- в думи като вше (все), шицки (всички) (пол. wszyscy), където в източните и южните славянски езици на мястото на х след 2-ра и 3-та палатализация има с;
- на мястото на праславянските tј‚ kt, dj се откриват ц, дз или дж: врацац (връщам), ноц (нощ), медзи (между), но и меджа (межда);
- в праславянските kv gv пред ят, които са запазени: квет (цвят), гвизда (звезда);
- в началното је, което е запазено: єден (един), єшень (есен), докато в източнославянски преминава в о.

Словашко или южнославянско влияние има в случаи като драга, глас, бреза, млєко, където в източнославянски има дорога, голос, береза, молоко.
Праславянското о в затворени срички или става и (като в украински) (рижни < розни), или се запазва война. Обаче в различни варианти на русинския тази промяна е непоследователна, дори и в един и същ текст: меджi двома швiтовима войнами и меджi двома швiтовима вiйнами.

### Морфологични особености
При имената е запазена падежната система, като се забелязват следните особености:
- в родителен падеж, при съществителните от мъжки род единствено число се среща окончание или – а, или у: язик реґионалного характера (език с регионален характер), остаток першобутного славянского народу (остатък от изконния славянски народ), на початку того вику (в началото на този век);
- в дателен и местен (предложен) падеж при съществителните от мъжки род единствено число, обозначаващи хора, окончанието е – ови: при Якимови Сабадошови, по аналогия от западнославянските езици;
- във винителен и творителен падеж при имената от женски род има еднакво окончание – у: жадам дац общу представу (искам да дам обща представа); кладзе знак єднакосци медзи етнїчну и язичну припадносцу (слага знак на равенство между етническа и езикова принадлежност);
- в местен (предложен) падеж при съществителните от мъжки род единствено число се срещат две окончания: – е (-є) и – у (-ю): у периодзе (в периода), у тим чаше (в това време), о терминє (за термина), у єдним своїм есею, теория о карпатским язичним союзу (теорията за карпатския езиков съюз);
- в родителен и местен (предложен) падеж множествено число при съществителните има типичното за русинския език окончание – ох: з даскелїх жемох (от няколко страни), у забитих крайох (в затънтени краища);
- в дателен падеж множествено число при съществителните окончанието е – ом (западнославянско влияние):  ураховйовани ґу восточнославянским язиком (причислявани към източнославянските езици);
- в творителен падеж при прилагателните има окончание – ма, остатък от праславянското двойствено число: зоз домашнима челядами (с домашни прислужници).

При глаголите наблюдаваме следите особености:
- инфинитивното окончание обикновено е – ц (в зависимост от възприетия правопис може да бъде и – ть): буц (съм), хаснуц (използвам);
- в 3 лице единствено и множествено число сегашно време е отпаднало окончанието – т: хаснує (използва), хасную (използват), ма (има), маю (имат), є (е) (но и: єст), су (са), сце (иска), сцу (искат);
- бъдеще време се образува или от сегашно време на глаголи от свършен вид: дам ище єден приклад (ще дам още един пример), или с помощта на спомагателния глагол мац, както в украински: ма обявйовац (ще публикува).

### Лексикални особености
Лексиката на русинския език също е отражение на многовековното съжителство на русините с редица славянски и неславянски народи. Освен типичната източнославянска лексика, срещат се много заемки от полски и словашки, а също така и от сръбски и хърватски.
По-долу са дадени някои примери за заемки в русински:

#### Полски заемки
розпатриц < rozpatrzyć (да разгледам, да обсъдя)

барз < bardzo (много)

друковац < drukować (отпечатвам)

потримац < potrzymać (да подкрепя)

#### Западнославянски заемки
Това са думи, които са близки в полски и словашки, поради което е трудно да се каже от кой език са заети:
приклад (пример)

становиско (гледна точка)

#### Словашки заемки
похопенє < pochopenie (разбиране, схващане)

жадац < žiadať (искам, изисквам, моля)

#### Южнославянски заемки
Това са думи предимно от сръбски език, които са навлезли най-вече в русинския език, използван на територията на бивша Югославия:
уметнїцки < umetnički (художествен, свързан с изкуство)

поклопйованє < poklapanje (съвпадение)

спрам < spram (според)

### Синтактични особености
В синтаксиса на русинския език също могат да се забележат различни влияния:
- Мястото на възвратната частица ше < се се измества възможно по-напред в изречението и пред глагола (в източно славянските езици мястото ѝ е непосредствено след глагола): У югославянских жридлох на английским язику Руснаци означени як Ruthenianѕ або Rutheneѕ, але ше тиж стрета и назва Ruѕinianѕ або Ruѕynѕ. (В югославските източници на английски език русините са наречени Ruthenianѕ или Rutheneѕ, но също се среща и наименованието Ruѕinianѕ или Ruѕynѕ). Професор Штибер ше познєйше одрекол од тей теориї (По-късно професор Щибер се отказа от тази теория).
- Има тенденция за изместване на творителния падеж след предлози като медзи с родителен, като предлозите стават от типа спомедзи: Спомедзи других менох мож навесц… (Между другите имена можем да посочим), …наймладши язик спомедзи славянских литературних язикох…  (най-младият език между книжовните славянски езици) (вместо: наймладши язик медзи славянскима литературнима язиками)

## Изследвания
- Геровский Г.Ю. Язык Подкарпатской Руси (1934 – Прага (чешки език) – 1995 – Москва – руски език)